# Parque Azulgrana
El Parque Azulgrana es un centro deportivo de alto rendimiento de los planteles de fútbol del Club Cerro Porteño, ubicado en un predio de 15 Hectáreas en la ciudad de Ypané; situada a 27 km y a 40 min de Asunción.

## Historia
El 23 de octubre de 1992 se puso en marcha la idea del Dr. Raúl Doutreleau, entonces vicepdte. de la comisión directiva presidida por el Dr. Ferreira Falcón, para centralizar a todas las divisiones formativas del club y apuntar a un lugar de esparcimiento de los socios de la entidad. 
Para tal motivo el Dr. Doutreleau, donó un predio de 6 has en Ypané para iniciar el mencionado proyecto. El Parque inició sus actividades con dos canchas con medidas reglamentarias y dos canchitas en las que los chicos de la escuela de fútbol comenzaron a practicar en 1993. Paralelamente, se fueron dando reuniones de socios, directivos y simpatizante, lo cual incentivo su vida social, específicamente debido al loteamiento parcial de porciones exclusivo para fanáticos.
Ya en el año 2000, bajo la presidencia del Lic. Lezcano, el Parque cobró mayor dimensión. Adquiriendo la Directiva 9 has más para completar las 15 existentes hoy en día Dos años después, en los 90 aniversario con el Dr. Puente, se construyó el quincho con parrilla cubierto de  amplio espacio, dos vestuarios, y baños públicos. Además fueron terminadas 6 canchas reglamentario, 4 de ellas con regadío artificial.
A partir del 2003, con el mandato del Ing. Pettengill, las divisiones formativas pasaron a practicar en esta sede, y 6 años después en el 2009, se realizó el alambrado perimetral de la cancha número uno, que fue habilitada por la APF, para los partidos oficiales de las Divisiones inferiores y del  fútbol femenino.

## Proyectos
En la actual administración del Dr Zapag   ha lanzado el ambicioso proyecto titulado “Parque Azulgrana, donde la Gloria Comienza” para el crear el mejor y mayor completo deportivo de altos rendimiento y entrenamiento futbolístico del país.
A tal punto fue el entusiasmo que los dirigentes se reunieron junto al presidente de la República Fernando Lugo; de cuna cerrista, para hacerle conocer sobre la inversión a futuro e invitar al día del lanzamiento su oficial. Realizado el día jueves 29 de julio de 2010 en el Hotel Sheraton de la capital.
El fin del proyecto es implantar una política de cuidado y formación integral de las divisiones inferiores del club; también servirá para la concentración del plantel principal, creando un  moderno complejo deportivo, con una infraestructura de vanguardia, que pretende estar a la altura de los establecimientos deportivos más importantes de Sudamérica. El Megaproyecto está presupuestado en US$ 1.5 millones de dólares, el master plan es del Estudio del arq Cesar Aquino, y fue un aporte para la Fundación del Club.